# Štarnov (železniční zastávka)
Štarnov je železniční zastávka ve Štarnově v Olomouckém kraji. Je součástí elektrizované jednokolejné železniční trati Olomouc–Šumperk. Zastávka leží mezi stanicemi Bohuňovice a Šternberk. Úsek trati Olomouc–Šternberk byl zprovozněn v roce 1870. Zastávku ve Štarnově se místním povedlo prosadit v roce 1910. Do provozu byla uvedena 1. května 1911. Obsluhují ji pravidelné osobní vlaky Českých drah ve směru Olomouc hl. n. (a Nezamyslice) nebo Šumperk. Některé spoje zastávkou pouze projíždějí. ČD zde od roku 2022 nasazují dvouvozové a posléze i třívozové jednotky RegioPanter. Od ledna 2023 zde byl zahájen výhradní provoz vlaků pod zabezpečovačem ETCS.

## Popis
Zastávka je zařazena do Integrovaného dopravního systému Olomouckého kraje. Mezi lety 2019 a 2022 došlo k elektrizaci a zkapacitnění trati. Proběhla revitalizace zastávky, která je bezbariérově přístupná. Úpravy se dále týkaly osvětlení a vybudování nového přístřešku pro cestující, který nahradil původní budovu. Tato vznikla ze strážního domku v letech 1975–1977. V budově se nacházela čekárna s prodejem jízdenek a drážní byt. Při rekonstrukci v letech 2019–2022 byla stržena a po obnovení provozu na trati již není možné zde zakoupit jízdenku a k odbavení cestujících dochází ve vlaku. Nový je také informační a orientační systém. K dispozici jsou stojany na jízdní kola, které byly zřízeny v rámci výstavby cyklostezky 
do Bohuňovic.
Zastávku tvoří jedno nástupiště s nástupní hranou ve výšce 550 mm nad temenem kolejnice. Nachází se společně s tratí na náspu, který vznikl, neboť šlo o záplavové území řeky Moravy. Na zastávku vede jak přístup po schodišti, tak i delší bezbariérová rampa.